# Демидов, Александр Васильевич
Александр Васильевич Демидов (1872—1947) — русский льнопромышленник, депутат Государственной думы I созыва от Владимирской губернии.

## Биография
Родился в 1872 году в селе Мстёра Вязниковского уезда Владимирской губернии. Происходил из семьи вязниковских фабрикантов Демидовых, не имеющей отношения к династии дворян-промышленников Демидовых. Прадед А. В. Демидова — Фёдор Петрович (?—1832) — был крепостным крестьянином из слободы Мстёра. Но будучи крепостным, держал мануфактуру по производству «фламандского полотна»; откупился на волю, переехал из деревни в город и в 1831 году построил в Вязниках новую полотняную фабрику. Отец Александра Васильевича — льнозаводчик, купец 1-й гильдии Василий Васильевич Демидов (1848—1900); мать Мария Андреевна (урожд. Орехова; 1850—1914). В этом браке, кроме Александра родились ещё: Анастасия (1871—?); Николай (1874—?), член правления льнопрядильной и полотняной фабрики Товарищества Демидовых; Антонина (Нина, в замуж. Мартынова; 1876—1943); Андрей (1878—1926), последний директор семейного «Товарищества льнопрядильных и полотняных фабрик»; Тамара (в замуж. Саблина; 1880—1960). Однажды Мария Андреевна приехала в Москву, чтобы получить развод с мужем и познакомилась с Ф. Н. Плевако, который влюбился в неё. Только после смерти отца, который не давал развода, мать вышла за него замуж. За это время у неё родились (единоутробные сестра и братья А. В. Демидова): Варвара (1883—1962), Сергей (Плевако-младший; 1886—1956), Пётр (1888 — после 1914).
Академик АН СССР Александр Павлович Орехов был его двоюродным братом (Мария Андреевна Демидова и Павел Андреевич Орехов, отец Александра Павловича — родные сестра и брат).
Окончил Императорское Московское техническое училище в Москве.
Занимался предпринимательством, был директором правления льнопрядильной и полотняной фабрики товарищества Демидовых в Вязниках. Был удостоен звания мануфактур-советника. В 1906 году был избран первым председателем Всероссийского общества льнопромышленников.
Кроме того, занимался общественной деятельностью. Избирался гласным Вязниковского уездного и Владимирского губернского земских собраний, гласным Вязниковской городской думы. Состоял членом Московского общества распространения коммерческого образования.
На выборы в Государственную думу шёл как беспартийный. От кадетов его отделяла разница в воззрениях на автономию Польши, от «Союза 17 октября» — их слишком правительственное направление.
26 марта 1906 года избран в Государственную думу I созыва от общего состава выборщиков Владимирского губернского избирательного собрания. По одним данным — беспартийный, по другим — член фракции Мирного обновления. Состоял членом финансовой комиссии.
Владелец особняка в стиле модерн в Москве (построен в 1912 году архитектором К. С. Разумовым по адресу Садовая-Кудринская ул., д. 17 стр. 1; ныне — посольство Исламской Республики Пакистан).
Имел сына Бориса (1903, Москва — 1936, Париж).
После Октябрьской революции находился в эмиграции во Франции. В 1926 году был делегатом Российского Зарубежного съезда в Париже от русской эмиграции во Франции. Член Российского торгово-промышленного и финансового союза. В 1929 году на собрании Союза сделал доклад об экономическом развитии России после большевизма. Предполагают, что работал таксистом. Умер 2 февраля 1947 года. Похоронен в Париже.